# Kadsura verrucosa
Kadsura verrucosa är en tvåhjärtbladig växtart som först beskrevs av François Gagnepain, och fick sitt nu gällande namn av A. C. Smith. Kadsura verrucosa ingår i släktet Kadsura och familjen Schisandraceae. Inga underarter finns listade.